# Åstorp (Gemeinde)
Koordinaten: 56° 8′ N, 12° 57′ O

Åstorp ist eine Gemeinde (schwedisch kommun) in der südschwedischen Provinz Skåne län und der historischen Provinz Schonen. Der Hauptort der Gemeinde ist Åstorp.

## Wirtschaft

### Tourismus
In Åstorp liegt einer der Ausgangspunkte des Skåneleden, eines 750 Kilometer langen Wanderwegs durch Schonen.

## Sehenswürdigkeiten
Das Gyllenbielkeska Hospitalet in Kvidinge stammt aus dem Jahr 1729. Es diente früher als Altersheim, die Einrichtung ist weitgehend original erhalten. Im Hospitalgebäude befindet sich auch ein Schulmuseum.
Im Nyvångs Gruvmuseum wird die Geschichte der größten Kohlengrube Schonens dargestellt, die 1966 geschlossen wurde.
Das Schloss Tomarp Kungsgård in Kvidinge stammt im Kern aus dem 13. Jahrhundert und wurde mehrfach umgebaut. Heute befindet sich dort unter anderem eine Galerie.

## Orte
Folgende Orte sind Ortschaften (tätorter):
- Åstorp
- Hyllinge
- Kvidinge